# Neoesperidina diidrocalcone
La neoesperidina diidrocalcone (NHDC) è un edulcorante artificiale sintetizzato dalla neoesperidina estratta dagli scarti della lavorazione degli agrumi.